# Tomi (flod)
Tomi er en flod der løber i Den Centralafrikanske Republik.

## Geografi
Den har sit udspring i den vestlige del af præfekturet Kémo, øst for byen Bogangolo. Floderne Tomi og Kouma mødes nær Ubangi og danner den cirka 10 km lange Kémo.

## Trafik
Fra Sibut har floden kun en svag hældning og er derfor sejlbar for piroger. Derfor har byen i historisk tid udviklet sig til et center for handel med Tchad.

## Hydrometri
Flodens vandføring blev målt ved Sibut (to tredjedele af afvandingsområdet) over 25 år (1951-76).  Den gennemsnitlige årlige vandmængde i perioden var 15,7 m³/sek.